# Rivière aux Outardes (biflöde till Rivière Châteauguay)
Rivière aux Outardes är ett vattendrag i Kanada.   Det ligger i provinsen Québec, i den sydöstra delen av landet, 140 km öster om huvudstaden Ottawa.
Omgivningarna runt Rivière aux Outardes är en mosaik av jordbruksmark och naturlig växtlighet. Runt Rivière aux Outardes är det glesbefolkat, med 14 invånare per kvadratkilometer.